# NGC 72A
NGC 72A (ook wel PGC 1208, MCG +5-1-70, VV 166, ZWG 499.110 of ARAK 6) is een elliptisch sterrenstelsel in het sterrenbeeld Andromeda die op ongeveer 308 miljoen lichtjaar afstand van de Aarde staat. Het hemelobject ligt relatief dicht bij een ander sterrenstelsel dat het nummer NGC 72 draagt, waarvan de naam is afgeleid.